# Berthold Ier
Berthold Ier, dit « le Barbu », né vers 1000 et mort le 6 novembre 1078 à Weilheim an der Teck, issu de la maison de Zähringen, fut duc de Carinthie et margrave de Vérone de 1061 à 1073 sous le nom de Berthold II de Carinthie.

## Famille
L'origine familiale de Bethold est difficile à établir : selon la correspondance de Wibald de Stavelot (1098-1158), Bethold était un descendant des comtes de Villingen en Souabe. Selon une autre théorie, il était le fils héritier de Berchtillon, comte de l'Ortenau et du Brisgau. Par sa mère, il est probablement apparenté avec la dynastie des Hohenstaufen.
Berthold épousa en 1043 Richwara de Kärnten, possiblement une fille du duc Hermann IV de Souabe (de la dynastie des Babenberg) ; puis en secondes noces en 1056 Béatrice, fille du comte Louis de Montbéliard.
Six enfants sont nés de la première union :
- Hermann Ier de Brisgau (décédé en 1074 à Cluny), margrave héritier de Vérone, il appartint à la première branche de la maison ducale de Bade ;
- Gebhard de Zähringen (mort en 1110), qui entra dans les ordres et devint évêque de Constance ;
- Luitgarde (morte un 9 août vers 1119), elle épousa Thierry II von Vohburg (mort en 1078) puis Ernest Ier de Grögling ;
- Berthold II de Zähringen, nommé duc de Souabe en 1092, en opposition contre Frédéric Ier, « duc de Zähringen » à partir de 1098, il fonda la seconde branche de la maison ducale de Bade ;
- Adelaïde (morte en 1079) ;
- Richinza, épouse en premières noces Rodolphe de Frickingen et en secondes Louis de Sigmaringen.

## Biographie
Berthold Ier est un partisan fidèle de l'empereur Henri III du Saint-Empire et il espérait obtenir le duché de Souabe du droit de son ascendance et de son épouse. Toutefois, après le décès du duc Otton III en 1057, il est déçu dans son ambition : la régente Agnès de Poitiers, pour le compte du jeune Henri IV, a transféré le duché au comte Rodolphe de Rheinfelden. En compensation, Berthold reçoit le duché de Carinthie avec le margraviat de Vérone à la mort du duc Conrad III en 1061. Cela fait de la maison comtale de Zähringen des princes du Saint-Empire.
Le duc, étranger, comme son prédécesseur, reçoit peu de soutien de la part du clergé et de la noblesse de Carinthie, dirigée par le comte Markwart d'Eppenstein. Selon les chroniques de Lambert de Hersfeld, il est temporairement déchu de ses fiefs déjà en 1072 ou 1073 en faveur de Markwart. 
Lors de la Diète d'Empire à Ulm en 1077, Berthold fut finalement destitué par le roi Henri IV du fait de son implication dans la révolte des ducs de Souabe et de Bavière qui soutiennent lors de la querelle des Investitures l'anti-roi Rodolphe de Rheinfelden. Liutold d'Eppenstein, fils de Markwart, était nommé nouveau duc de Carinthie. Les Eppenstein gouvernèrent le pays jusqu'en 1122. En même temps, le territoire du Frioul et la cité d'Aquilée sont séparés de la marche de Vérone et constituent la principauté ecclésiastique d'Aquilée, fief immédiat de l'Empire, dirigé par les patriarches d'Aquilée. 
Berthold Ier se retire en Souabe où il meurt le 6 novembre 1078 dans son château près de Weilheim. Il est inhumé à l'abbaye de Hirsau. Son fils aîné Hermann Ier hérite le titre du « margrave » ; ses descendants le transmettront sur le margraviat de Bade.

## Source
- Anthony Stokvis, Manuel d'histoire, de généalogie et de chronologie de tous les États du globe, depuis les temps les plus reculés jusqu'à nos jours, préf. H. F. Wijnman, Israël, 1966, chapitre VIII et tableau généalogique n° 105 « Généalogie de la Maison de Bade, I. ».